# Relaciones Nigeria-República Árabe Saharaui Democrática
Las relaciones Nigeria-Sáhara Occidental son las relaciones internacionales entre Nigeria y la República Árabe Saharaui Democrática.
Nigeria reconoció a la RASD el 11 de noviembre de 1984, y las relaciones diplomáticas formales se establecieron en la misma fecha. Se abrió una embajada del Sahara Occidental en Abuya a finales de 2000, durante el gobierno de Olusegun Obasanjo.